# ハローキティ殺人事件

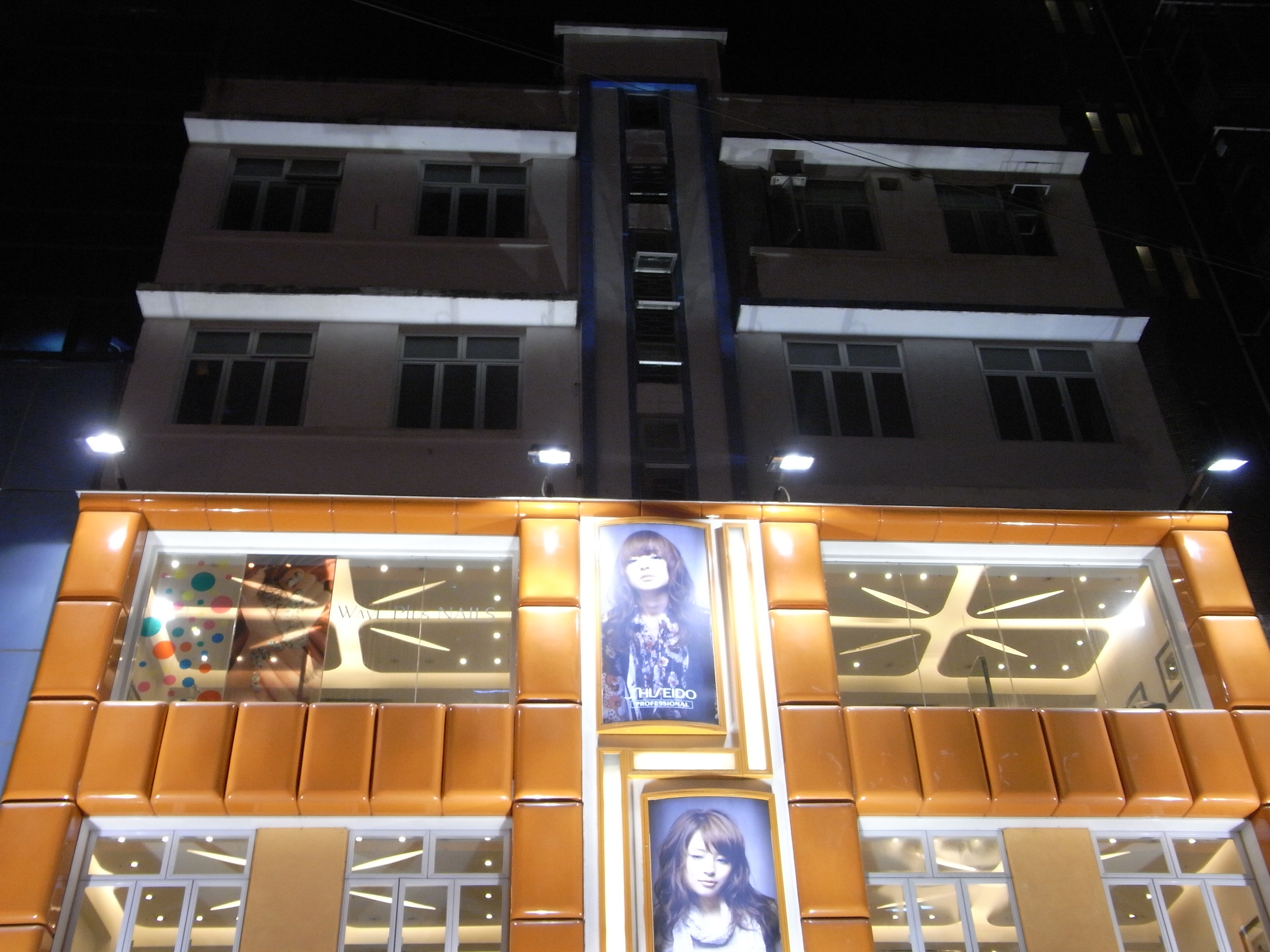
被害者が監禁されていたアパート加連威老道 (Granville Road)

ハローキティ殺人事件（ハローキティさつじんじけん、中国語: Hello Kitty藏屍案）は、1999年に香港のナイトクラブで働いていた妊娠中の女性が尖沙咀のアパートに誘拐・監禁された後、長期間にわたる暴行を受け死亡した事件である。

## 概要
被害者は中華人民共和国深圳市の貧しい家庭に生まれた女性でその直後に両親から捨てられ女児孤児院で育っていたが、15歳の年齢制限があったために孤児院に離れることを余儀なくされた。
その後ナイトクラブの渉外役として働き、1996年にある男性と出会い、同棲を始めた。
1997年に祖母の医薬費を調達するため、ポン引きの頭だった被告（33歳）から数千元相当の香港ドルとその他の財物（一説には麻薬の借金）を受け取った。3人の男（33歳、26歳、19歳）は女性に借金の返済を強く求め、妊娠した後でも依然として客をとらせるなどしていたが、被害者に返済能力がないと知って腹を立て、1999年3月17日に尖沙咀加連威老道 (Granville Road) のアパートに監禁した。被害者は1ヶ月にわたり殴る蹴る、鉄棒で叩かれるなどの暴行を受け、強姦を繰り返された。それに加えて男たちはそれでできた傷口にラー油を塗る、ろくに食事も与えず、尿や大便など排泄物を食べさせる、溶かしたプラスチックを太腿に垂らす、天井から吊るし上げてサンドバッグにするといった暴行を加え、被害者は1999年4月中旬(推定)に死亡した。
男（33歳）は被害者の死亡を確認すると、死体をバラバラにすることに決めた。男らは死体を浴槽で解体し、プラスチック製の袋に入れるなどして棄てたほか、頭部をストーブで煮た後にハローキティ人形の頭に詰めて縫合した。

## 捜査
事件から2ヶ月後の5月26日、19歳男性の彼女であり事件に関与したとされる13歳の少女を伴って警察が捜査を開始した。法医学者により人形の中から被害者の頭部が発見されたが、煮沸されていたためDNA鑑定を行うことが不可能だった。
警察側はすぐに男らを追跡し、5月27日に1人（33歳）を葵涌麗瑤邨の潜伏先で逮捕、1人（26歳）は自主的に出頭、もう1人（19歳）は中国広西に逃れたが偶然警察に発見され逮捕された。

## 裁判
2000年10月9日、香港高等法院が開審し、翌日には香港のいくつかの新聞のトップニュースとなった。3人の被告は殺人、死体遺棄などで告訴された。警察は初期調査で証拠が足りず、少女（13歳）の供述を足して3人の罪名を殺人として告訴した。
3人は死体遺棄を認める一方で殺人については否認し、お互いに責任をなすりつけ合い、特に26歳の男と19歳の男は、33歳の男の指示で動いていただけだと主張した。

### 判決
同年12月6日、6名による陪審団は証拠不十分により被告に殺人ではなく故殺の罪状が認められるとした。法官の阮雲道 (Peter Nguyen) は最も厳しい刑罰を下すことを決定し、3人に終身刑の判決を下した（現在の香港には死刑制度が存在しないため、終身刑が最高刑となる）。阮雲道は、減刑の申請には少なくとも20年の服役が必要とし、「近年このような残忍、変質的、堕落、暴力、冷淡、凶暴残虐な事件を聞いたことはなく、このような手法で他人に危害を加えることは、禽獣でもありえない。」と事件を形容した。

### 上告
判決後、3被告は直ちに上告したが2被告については棄却され、1名（26歳）についてのみ認められた。この被告については被害者が死亡する1日前から現場に居合わせなかったことから、故殺については誤りであるとされ、2004年3月上告法廷の法官高嘉楽により禁錮18年に減刑された。監禁と死体遺棄については上告されていないため、罪名はそのまま残っている。

## その後
本事件で唯一の物的証拠であった被害者の頭蓋骨は上訴審が終わった後、2004年3月に家族の元に戻され、3月26日に火葬された。位牌は圓玄學院曜暉堂に安置されている。被害者には1998年に生まれた息子が1人おり、息子はその後カナダに移住した。
この事件は2000年に映画『新・八仙飯店之人肉饅頭』(原題：「人頭豆腐湯」、There Is a Secret in My Soup)、
2001年に映画『人肉晩餐会』(原題：「烹屍之喪盡天良」、HUMAN PORK CHOP)、テレビドラマ『人頭公仔頭』に題材として取り上げられた。
本事件が起きたアパートは発生から13年後の2012年に取り壊され、その4年後に瑞生嘉威酒店(リッチモンドホテル)として再建された。
事件から約23年後の2022年、出所していた犯人のうちの一人(1999年時点で26歳)が友人の娘(10歳)に対する性的虐待の疑いで再逮捕され、懲役1年の実刑判決を食らった。
そして2003年に国内で、1974年の「跑馬地紙盒藏屍案」、1982年の「雨夜屠夫」、1992年から1993年の「屯門色魔案」に次いで、香港で４つ目のセンセーショナルな事件とされた。